# Осленовашки манастир
Осеновлашки манастир је православни манастир у Бугарској. Удаљен је 80 километара од Софије.

## Историјат
Најранији докази постојања манастира датиру из 1511. године и званичним списима из 1554. године. 
Манастир је уништен по наређењу Султана Махмуда, као и многи други манастири.
Након руско-турског рата 1770. године, потписан је мировни споразум. Султан Абдул Хамид издао је декрет којим је хришћанима омогућено да граде цркве и манастире. Манастир тада обновљају два брата свештеника - Тодор и Марко.

#### Легенда
На основу предања, манастир је саграђен за време Друге бугарске државе између 12. и 14. века. Са сигурношћу се зна да је манастир постојао у 16. веку.
Према легенди, краљ Петар други Дељан умро је у манастиру, који је у 11. веку био привремена престоница Бугарске. Први игуман манастира био је брат бугарског владара.
Манастир је познат под и под именом „Седам тронова” због своје јединствености. На основу легенде саградила су га седам Бојара из седам села у близини манастира - Осеновлаг, Огоиа, Оградиште, Буковец, Лесковдол, Јелен и Лакатник. У раном 19. веку манастир је био напуштен а манастирске зграде срушене. Област је била у власништву муслиманске породице из града Роман.
Обнова манастира почиње 1824. године након откупа манастирског земљишта од муслиманске породице. У манастиру, 1848. године, онована је школа и самостан за потребе учитеља.
Током турске владавине, манастир је био духовни и верски центар од посебног значаја за развој околних села.
У ери борбе за национално ослобођење бугарског народа манастир је у више наврата био уточиште за револуционаре.
Садашњи манастир је рестауриран је 1970. године.

## Архитектура
Манастир је окружен високим каменим зидом. На средини дворишта смештена је црква. У склопу манастирског комплекса налази се звоник и два стамбена објекта. 
Звоник се састоји од два звона са дрвеним и металним клапеталима који датирају из 1799. и 1940. године. Манастир има и своју библиотеку која садржи старе православне књиге, међу којима су и се налазе и поклони руске царице Катарине.
У манастиру постоје четири основна олтара која својом поставком формирају крст. Од главне просторије одвојени су унутрашњим зидовима. 
Друга два, олтара, налазе се близу врата, а последњи, седми олтар је директно наспрам улаза у цркву.
Сваки од њих представља посебну капелу са својим фрескама и иконостасима посвећеним бугарским светцима. Фреске у цркви старе су више од сто година.
Иконостас централног храма датира из 18. века за разлику од икона које потичу из 17. и 19. века.
Посебну историјску и архитектонску вредност чини древна црква „Рођења Пресвете Богородице” у склопу које су под заједничким кровом саграђене седам мањих цркава. Из тог разлога манастир се назива још и манастиром „Седам престола”.
Врт манастира обилује разноврсним цвећем.